# قائمة سوداء (حوسبة)

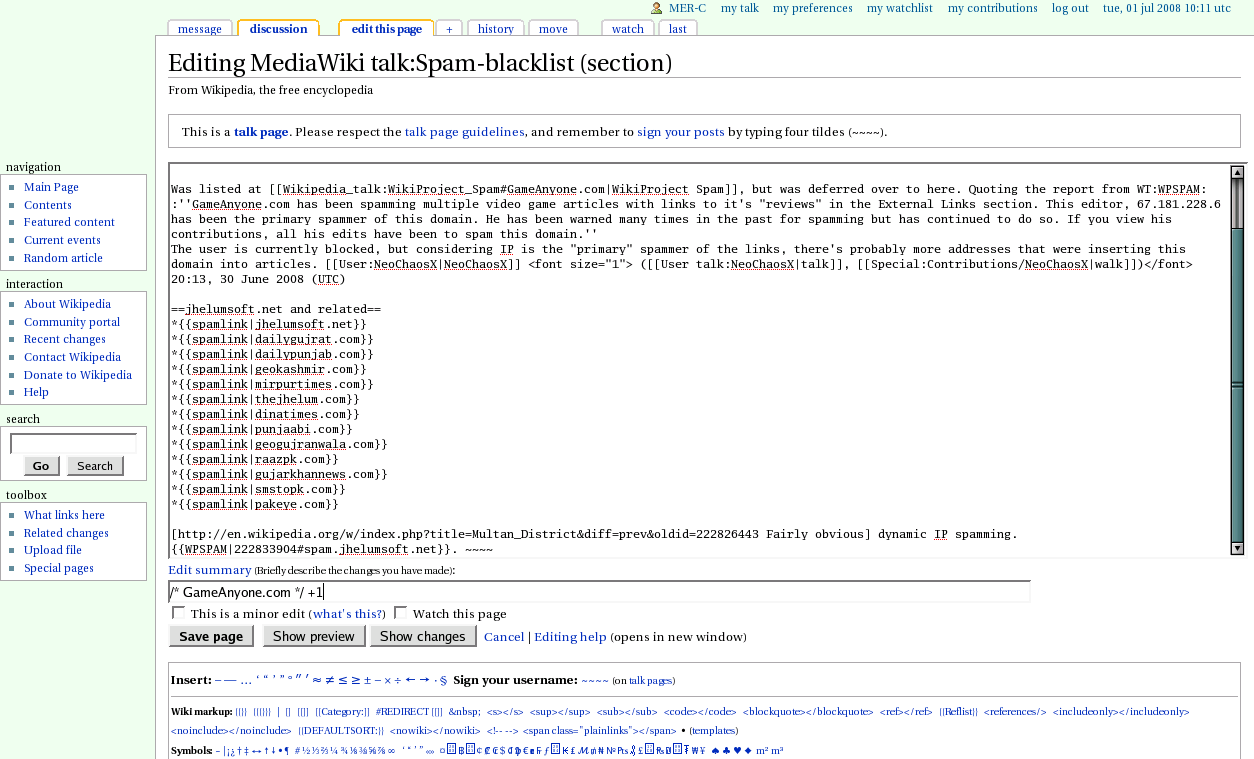
لقطة شاشة لصفحة ويب لمشروع Wikimedia Foundation. تقديم طلب القائمة السوداء

في الحوسبة ، تعد القائمة السوداء أو قائمة الحظر هي آلية أساسية للتحكم في الوصول المتاح لجميع العناصر (كعناوين البريد الإلكتروني وأسماء المستخدمين وكلمات المرور وعناوين URL وعناوين IP وأسماء النطاقات وتجزئة الملفات وما إلى ذلك) . وعليه يمكن رفض الوصول إلى هذه العناصر الموجودة في القائمة.
والعكس عبارة عن قائمة بيضاء ، مما يعني أنه لا يتم السماح إلا للعناصر الموجودة في القائمة بأي بوابة قيد الاستخدام.
كما تحتوي القائمة الرمادية على العناصر المحظورة مؤقتًا (أو المسموح بها مؤقتًا) حتى يتم تنفيذ خطوة إضافية.
يمكن تطبيق القوائم السوداء في نقاط مختلفة في بنية الأمان، مثل خادم المضيف أو وكيل ويب أو خوادم DNS أو خادم بريد إلكتروني أو جدار حماية أو خوادم دليل أو بوابات مصادقة التطبيق. ويتأثر نوع العنصر المحظور بموقع التحكم في الوصول. فعلى سبيل المثال قد تكون خوادم DNS مناسبة تمامًا لحظر أسماء النطاقات.
و يعد جدار الحماية مناسبًا تمامًا لحظر عناوين IP وكذلك حظر الملفات الضارة أو كلمات المرور.
وتتضمن أمثلة الاستخدامات مثال لشركة قد تمنع تشغيل قائمة البرامج على شبكتها، أو مدرسة قد تمنع الوصول إلى قائمة بمواقع الويب من أجهزة الكمبيوتر الخاصة بها، أو شركة ترغب في التأكد من أن مستخدمي أجهزة الكمبيوتر الخاصة بهم لا يختارون بسهولة التخمين، كلمات السر الفقيرة.

## أمثلة لنظم الحماية
تستخدم القوائم السوداء لحماية مجموعة متنوعة من الأنظمة في مجال الحوسبة، ومن المحتمل أن يكون محتوى القائمة السوداء مستهدفًا لنوع النظام المدافع عنه.

### نظم المعلومات
يشتمل نظام المعلومات على مضيفي نقطة النهاية مثل أجهزة المستخدم والخوادم، وقد تتضمن القائمة السوداء في هذا الموقع أنواعًا معينة من البرامج التي لا يُسمح لها بالعمل في بيئة الشركة.
على سبيل المثال، قد تقوم شركة بإدراج قائمة مشاركة الملفات من نظير إلى نظير في أنظمتها. بالإضافة إلى البرامج، يمكن أيضًا إدراج الأشخاص والأجهزة ومواقع الويب في القائمة السوداء.

### البريد الإلكتروني
لدى معظم مزودي البريد الإلكتروني ميزة لمكافحة الرسائل غير المرغوب فيها تقوم بشكل أساسي بإدراج عناوين بريد إلكتروني معيّنة إذا كانت غير مرغوب فيها.
فعلى سبيل المثال، يمكن للمستخدم الذي يحصل على رسائل بريد إلكتروني لا يمكن وقفها من عنوان معين إدراج هذا العنوان في القائمة السوداء، عندها سيقوم برنامج عميل البريد الإلكتروني تلقائيًا بتوجيه جميع الرسائل من هذا العنوان إلى مجلد بريد غير هام أو حذفها دون إخطار المستخدم.
قد يحتفظ عامل تصفية البريد الإلكتروني العشوائي بقائمة سوداء لعناوين البريد الإلكتروني، بحيث يُمنع أي بريد من الوصول إلى وجهته المقصودة، وقد يستخدم أيضًا إرسال أسماء النطاقات أو إرسال عناوين IP لتنفيذ حظر أكثر عمومية.

### تصفح الويب
الهدف من القائمة السوداء في متصفح الويب هو منع المستخدم من زيارة صفحة ويب ضارة أو خادعة عبر التصفية محليًا. قائمة التصفح الشائعة على الويب هي التصفح الآمن من Google ، والذي يتم تثبيته افتراضيًا في Firefox و Safari و Chrome.

### أسماء المستخدمين وكلمات المرور
يمكن أن تنطبق القائمة السوداء أيضًا على بيانات اعتماد المستخدم. من الشائع بالنسبة للأنظمة أو مواقع الويب إدراج أسماء مستخدمين محجوزة معينة في القائمة السوداء والتي لا يُسمح باختيارها بواسطة مجموعات مستخدمي النظام أو مواقع الويب. ترتبط أسماء المستخدمين المحجوزة هذه عمومًا بوظائف إدارة النظام المدمجة.
تشبه القوائم السوداء لكلمات المرور قوائم سوداء لاسم المستخدم ولكنها تحتوي عادةً على إدخالات أكثر بكثير من قوائم أسماء المستخدمين. يتم تطبيق قوائم سوداء بكلمة مرور لمنع المستخدمين من اختيار كلمات مرور يسهل تخمينها أو معروفة جيدًا ويمكن أن تؤدي إلى وصول غير مصرح به من قِبل جهات ضارة.
يتم نشر قوائم سوداء بكلمة مرور كطبقة إضافية من الأمان، عادةً بالإضافة إلى سياسة كلمة المرور، والتي تحدد متطلبات طول كلمة المرور و / أو تعقيد الأحرف. وذلك لأن هناك عددًا كبيرًا من مجموعات كلمات المرور التي تلبي العديد من سياسات كلمة المرور ولكن لا يزال من السهل تخمينها (على سبيل المثال، Password123 ، Qwerty123).

## اعتبارات الاستخدام
كما تم التعبير عنه في ورقة مؤتمر حديثة والتي ركزت على قوائم سوداء بأسماء المجال وعناوين IP المستخدمة لأمن الإنترنت، «هذه القوائم لا تتقاطع عمومًا. لذلك، يبدو أن هذه القوائم لا تتقارب مع مجموعة واحدة من المؤشرات الضارة.»  يعني هذا الاهتمام مقترنًا بنموذج اقتصادي 
وبالرغم من أن القوائم السوداء جزء أساسي من دفاع الشبكة، إلا أنها تحتاج إلى استخدامها بالتنسيق مع القوائم البيضاء وقوائم الرمادي.

## روابط خارجية
- Squidblacklist.org - قوائم سوداء لتطبيقات بروكسي الحبار وتصفية المحتوى.
- ipfilterX by Nexus23 Labs - بنات P2P الزواحف، والبرمجيات الخبيثة C & C IPs والمؤسسات وغيرها الكثير.
- OpenBL.org - الإبلاغ عن إساءة الاستخدام والقائمة السوداء
- / Adblock Plus Filter Filter - ميزات Adblock القائمة السوداء / القائمة البيضاء